# Eparchia di Skopje

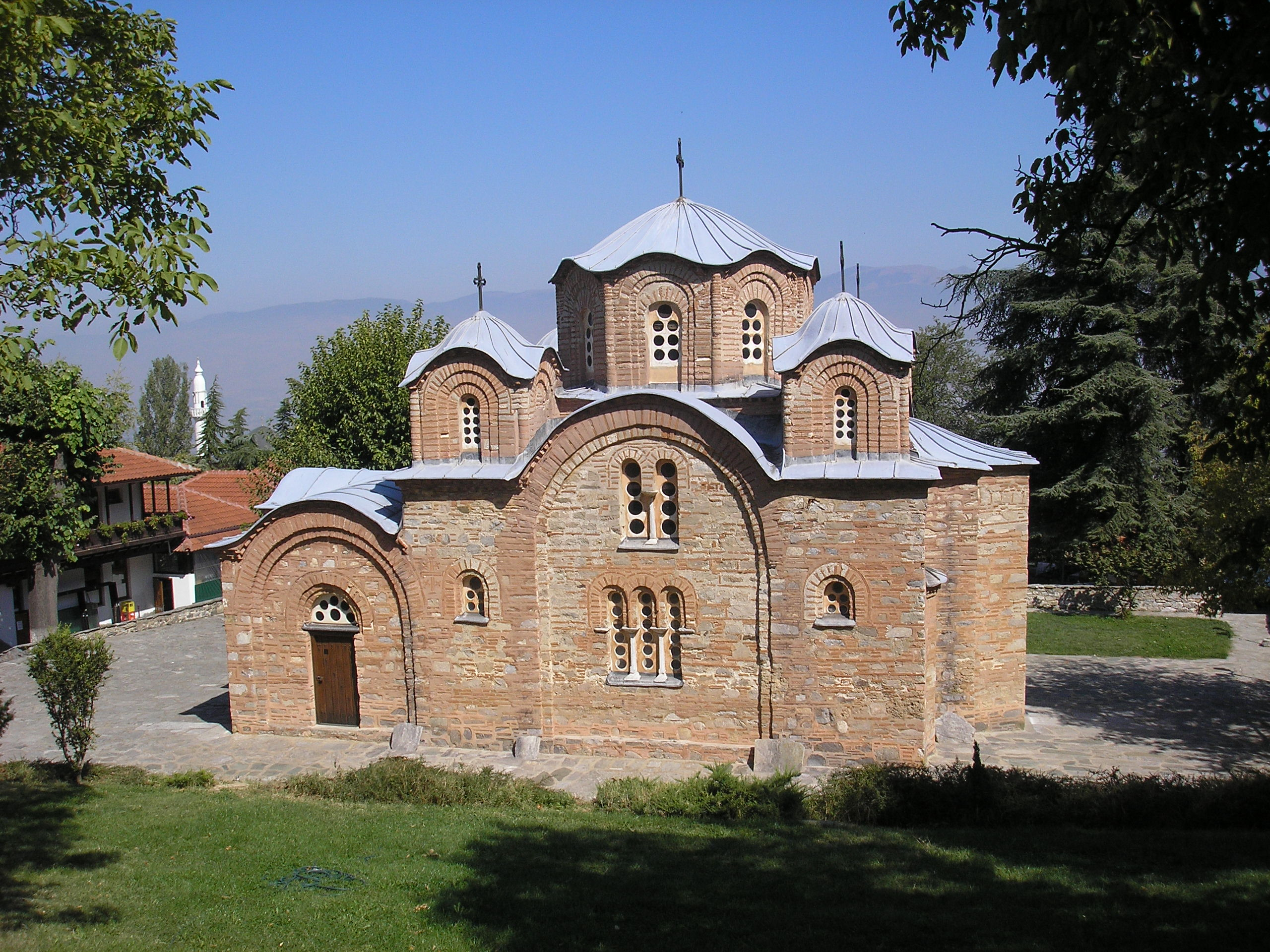
La chiesa di San Pantalemone nel villaggio di Gorno Nerezi, nei pressi di Skopje, risalente alla seconda metà del XII secolo.

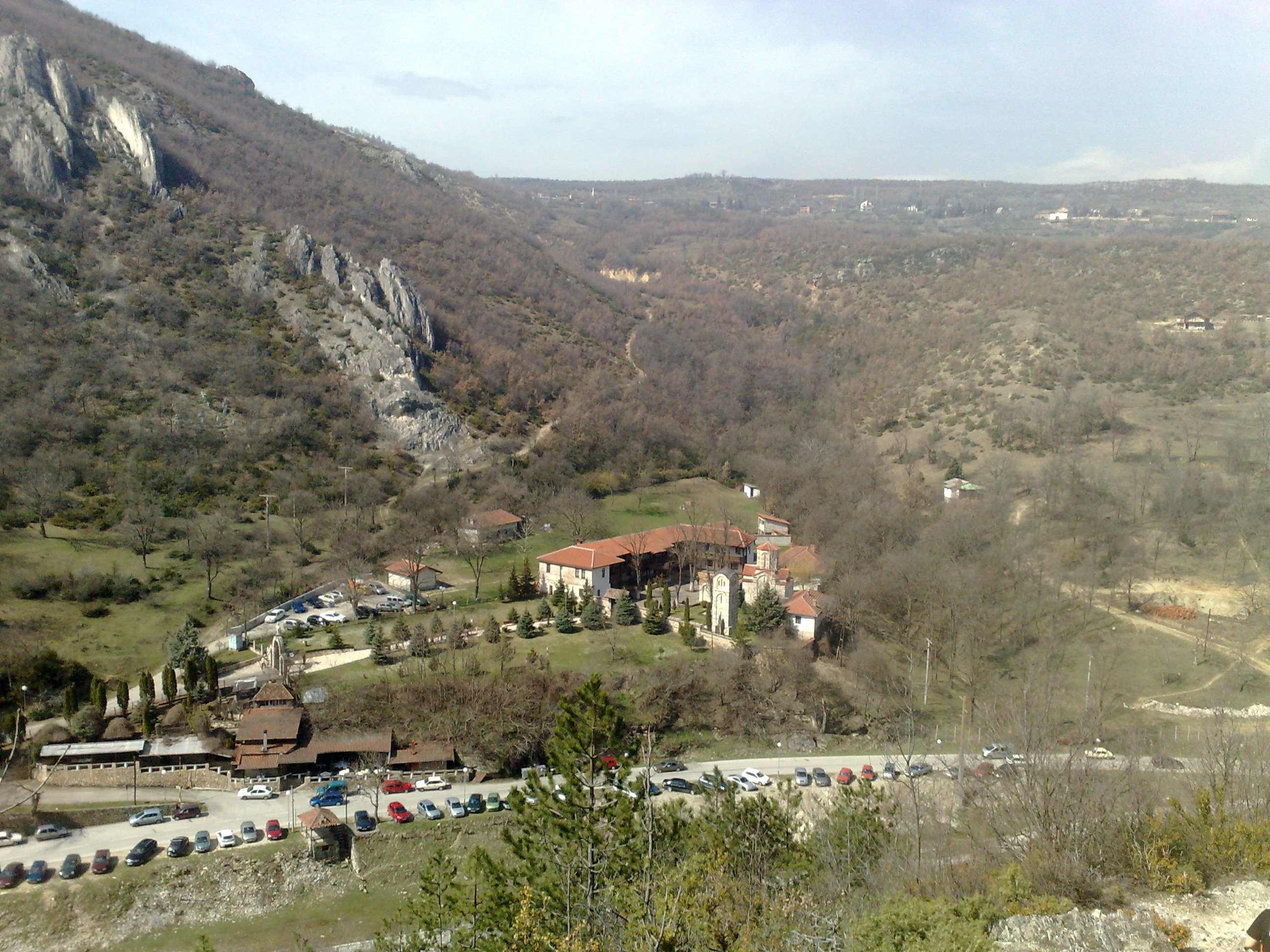
Vista aerea del monastero dell'Assunzione della Beata Vergine Maria a Matka, villaggio del comune di Saraj.

Mappa delle eparchie della Chiesa ortodossa macedone.

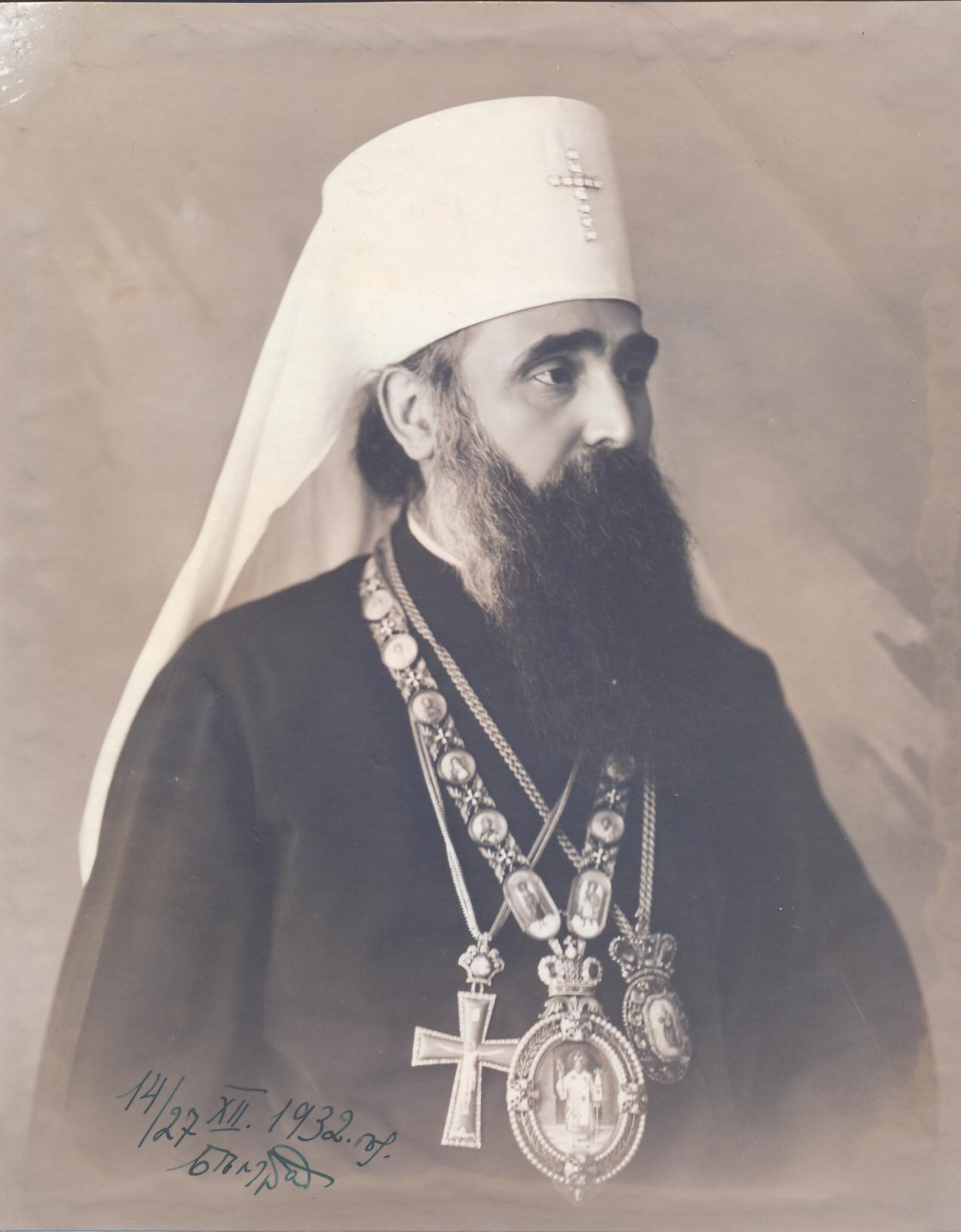
Barnaba, metropolita di Skopje dal 1920 al 1930, e poi patriarca di Serbia.

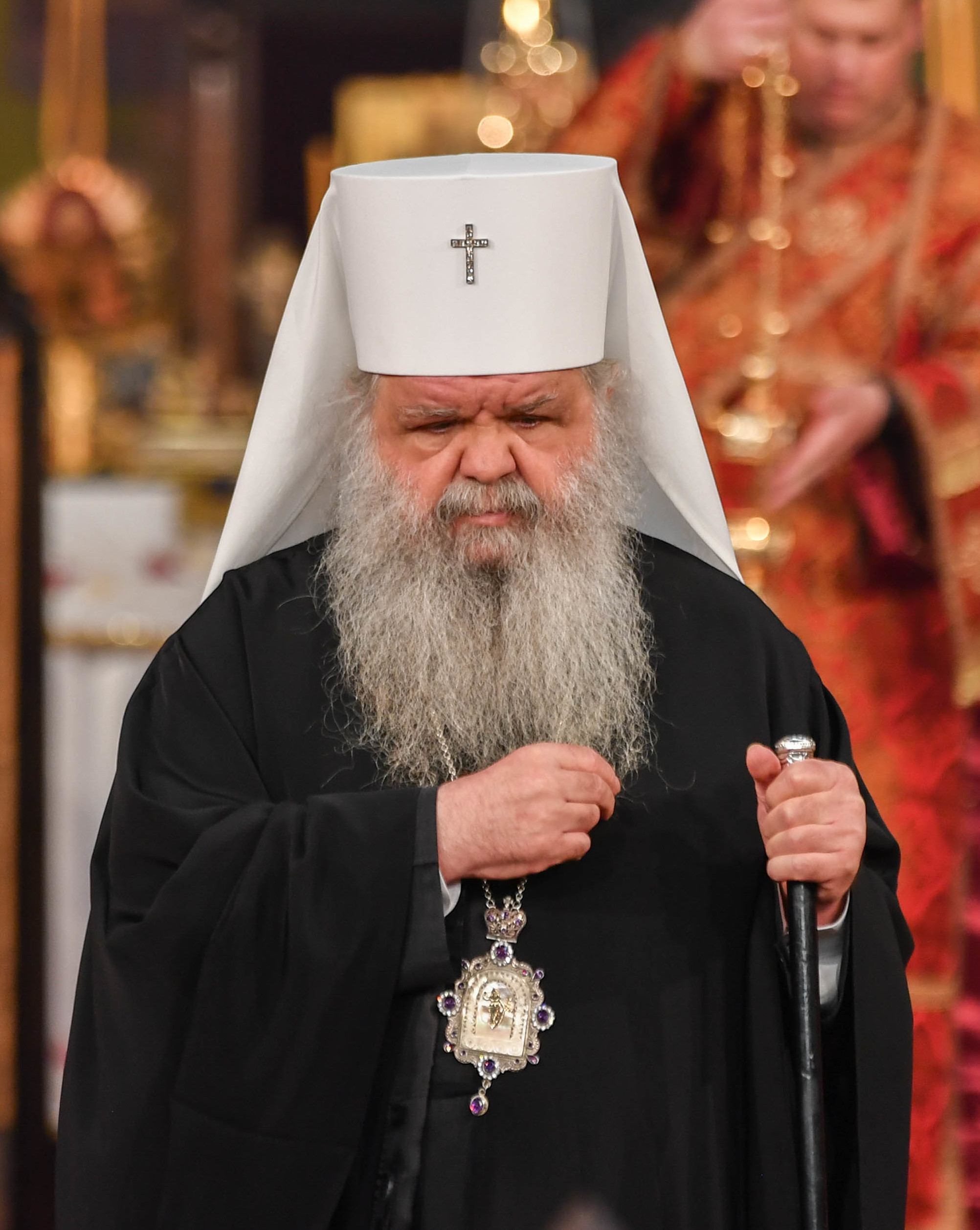
Stefano, primate della Chiesa ortodossa macedone, metropolita di Skopje, arcivescovo di Ocrida e Macedonia, e di Giustiniana Prima, dal 1999.

L'eparchia di Skopje (in macedone: Скопска епархија) è una delle eparchie della Chiesa ortodossa macedone nella Macedonia del Nord. L'eparchia è la sede propria del primate della Chiesa ortodossa macedone, arcivescovo di Ocrida e Macedonia, e di Giustiniana Prima.
Dal 10 ottobre 1999 metropolita di Skopje è Stefano, nato Stojan Veljanovski.

## Territorio
L'eparchia si trova nella parte settentrionale della Macedonia del Nord e comprende la regione di Skopje.
Sede eparchiale è la città di Skopje, dove si trova la cattedrale di San Clemente.
L'eparchia conta 84 parrocchie, suddivise in 2 vicariati, e servite da 105 sacerdoti. Nel territorio sorgono 6 monasteri attivi, con una ventina di monaci e monache.

## Storia
La sede di Skopje è una delle sedi più antiche della regione. Il nome moderno della città di Skopje deriva dal nome di epoca romana, Scupi. Fu una delle città più importanti della provincia romana della Mesia Superiore e, dalla fine del III secolo, capitale della provincia della Dardania. Nel sito archeologico di Scupi sono stati rinvenuti e scavati i resti di una basilica episcopale. Non si conosce la data esatta di fondazione della diocesi di Scupi, ma esso esisteva già all'inizio del IV secolo. 
Una sede episcopale è documentata per la prima volta al concilio di Nicea del 325, dove fu presente il vescovo Daco. Sono noti altri tre vescovi di Scupi: Paregorio, che prese parte al concilio di Sardica; Ursilio, che sottoscrisse la lettera scritta dai vescovi della Dardania all'imperatore Leone (458) in seguito all'uccisione del patriarca alessandrino Proterio; infine Giovanni, che ebbe uno scambio epistolare con papa Gelasio I tra il 490 ed il 495. Nel V secolo Scupi, sede metropolitana della Dardania, aveva come suffraganee Peć, Pristina, Ulpiana e Diocleziana.
Fino agli inizi dell'VIII secolo, le sedi metropolitane e vescovili della regione dipendevano dal vicariato di Tessalonica, e dal patriarcato di Roma. Tuttavia, dopo le invasioni slave del VII secolo, non si hanno più notizie della sede vescovile di Scupi.
Dopo il successo delle campagne bizantine del 1018 e il ristabilimento del dominio imperiale nelle terre bulgare e serbe, per ordine dell'imperatore Basilio II, fu creato nel 1020 l'arcivescovado di Ocrida, sotto la giurisdizione ecclesiastica del patriarcato ecumenico di Costantinopoli. Le fonti coeve attestano che, tra le diverse diocesi sottomesse all'autorità dell'arcivescovo di Ocrida risulta anche la diocesi di Skopje. Nel 1282 la regione di Skopje fu incorporata nel regno di Serbia e la sede di Skopje fu posta sotto la giurisdizione della Chiesa ortodossa serba. Nel 1346, al vescovo di Skopje fu concesso il titolo di metropolita, in occasione della proclamazione del patriarcato di Peć. Nel 1392 la città fu conquistata dai turchi ottomani, e subito dopo la sede tornò sotto la giurisdizione dell'arcivescovado di Ocrida.
Nel 1557, quando fu restaurato il patriarcato serbo di Peć, il metropolita di Skopje tornò sotto la sua giurisdizione ecclesiastica. L'epachia di Skopje era una delle sedi più importanti del patriarcato serbo; due suoi vescovi furono eletti patriarchi: Atanasio I nel 1711 e Atanasio II nel 1747.
Dal 1766, dopo la soppressione del patriarcato di Peć, l'eparchia di Skopje passò sotto la giurisdizione del patriarcato di Costantinopoli. Nel 1912 l'esercito serbo liberò Skopje dal dominio ottomano. Subito dopo furono avviate delle trattative con il patriarcato di Costantinopoli e nel 1920 l'intera regione tornò nuovamente sotto la giurisdizione della Chiesa ortodossa serba. Nel 1930 il metropolita Barnaba Rosić fu eletto patriarca di Serbia.
Verso la fine della seconda guerra mondiale si costituì una prima riunione del clero e dei vescovi macedoni, che nel 1945 adottò una risoluzione per la costituzione di una Chiesa indipendente, ma questa richiesta fu respinta dal Santo Sinodo della Chiesa ortodossa serba, da cui dipendeva la Macedonia. Una seconda risoluzione del 1958 fu accolta il 17 giugno 1959 dalla Chiesa serba sotto la pressione delle autorità socialiste. Fu così riconosciuta l'autonomia della Chiesa ortodossa macedone, intesa come restaurazione dell'arcivescovado di Ocrida. Il vescovo Dositeo di Skopje divenne il capo della Chiesa macedone.
Nel 1967, nel bicentenario della soppressione dell'arcivescovado di Ocrida, il Santo Sinodo macedone annunciò unilateralmente l'autocefalia dalla Chiesa ortodossa serba. Il sinodo serbo non riconobbe questa decisione e condannò il clero macedone come scismatico.
Questa situazione di scisma de facto perdurò fino alla dissoluzione della Jugoslavia e alla nascita della repubblica della Macedonia del Nord. Da questo momento iniziarono delle trattative per risolvere canonicamente la situazione della Chiesa ortodossa in Macedonia. Un accordo sembrava raggiunto nel 2002, ma fu respinto dalla Santo Sinodo macedone. Il 24 maggio 2005 il patriarca serbo formalizzò lo scisma della Chiesa ortodossa in Macedonia, con il riconoscimento dell'autonomia dell'arcidiocesi ortodossa di Ocrida (in serbo: Православна охридска архиепископија, Pravoslavna ohridska arhiepiskopija) sotto l'omoforio del patriarcato di Serbia. Da questo momento la sede di Skopje ebbe due metropoliti: Stefano della Chiesa ortodossa macedone, e Jovan Vraniškovski della Chiesa ortodossa serba.
Ulteriori trattative hanno portato alla fine dello scisma nel 2022. Il metropolita Jovan Vraniškovski è stato nominato alla sede di Kruševo-Demir Hisar, in cui è stato intronizzato il 3 settembre 2023.
Il 17 settembre 2013 l'eparchia si era ingrandita con una porzione dell'eparchia di Polog-Kumanovo, che fu contestualmente soppressa.

## Cronotassi
- Daco † (menzionato nel 325)[23]
- Paregorio † (menzionato nel 343/344)[23]
- Ursilio o Ursicio † (menzionato nel 458)[23]
- Giovanni † (prima del 490 - dopo il 495)[23]
- Giovanni † (menzionato tra il 1217 e il 1220)
- Nicola † (menzionato tra il 1301 e il 1303)
- Gregorio † (menzionato nel 1313)[24]
- Stefano † (menzionato nel 1317)
- Giovanni † (menzionato nel 1346)[25]
- Nicodemo † (menzionato nel 1370)
- Giovanni † (menzionato nel 1389)
- Matteo † (prima del 1393 - 11 gennaio 1428 deceduto)
- Giuseppe † (? - 25 luglio 1468 deceduto)
- Giovanni † (menzionato nel 1467/68)
- Matteo † (1468 - dopo il 1473)
- Giuseppe † (prima del 1497)
- Germano † (prima del 1497)
- Gabriele † (prima del 1497)
- Atanasio † (menzionato nel 1497)
- Germano † (inizio del XVI secolo)
- Giovanni † (inizio del XVI secolo)
- Pacomio † (prima del 1528 - dopo il 1532)
- Niceforo † (? - 1550 dimesso)
- Clemente † (1550 - circa 1557 dimesso)
- Metodio † (menzionato nel 1565)
- Nicanore †
- Gabriele † (menzionato nel 1581)
- Michele † (prima del 1623)
- Simeone † (1623 - 1641)
- Nicanore † (1641 - 1643
- Teodosio † (1643)
- Filippo † (menzionato nel 1647/1654)
- Silvestro † (menzionato nel 1663)
- Teofane † (prima del 1671 - dopo il 1682
- Eutimio † (menzionato nel 1687)
- Atanasio † (prima del 1706 - 1711 eletto patriarca di Peć)
- Costantino † (1712 - dopo il 1722)
- Cirillo † (menzionato dal 1725 al 1737)
- Atanasio † (prima del 1741 - 1747 eletto patriarca di Peć)
- Filoteo † (menzionato nel 1744 ?)
- Antimo † (menzionato nel 1759)
- Costantino † (menzionato prima del 1766)
- Antimo † (menzionato nel 1767)
- Joasaf † (menzionato nel 1767)
- Gennadio † (dopo il 1767)
- Sofronio † (dopo il 1767)
- Zaccaria † (27 ottobre 1775 - ottobre 1799 eletto metropolita di Mesembria)[26]
- Antimo † (ottobre 1799 - 1820 deceduto)[27]
- Joasaf Kalogeras † (marzo 1820 - 1823 deceduto)[28]
- Anania Chrysoulis † (maggio 1823 - giugno 1828 dimesso)[29]
- Neofito † (giugno 1828 - dicembre 1830 deceduto)[30]
- Gennadio † (gennaio 1831 - luglio 1832 deposto)[31]
- Gabriele † (luglio 1832 - giugno 1844 dimesso)[32]
- Gioacchino † (giugno 1844 - 28 febbraio 1868 deceduto)[33]
- Paisio † (11 marzo 1868 - luglio 1891 dimesso)[34]
- Metodio Papaemmanouel † (3 agosto 1891 - 17 novembre 1896 deceduto)[35]
- Ambrogio Stavrinos † (18 novembre 1896 - 19 ottobre 1899 eletto metropolita di Pelagonia)[36]
- Firmiliano Dragic † (19 ottobre 1899 - 7 dicembre 1903 deceduto)[37]
- Sebastiano Debelkovic † (18 gennaio 1904 - 24 gennaio 1905 deceduto)[38]
- Vincenzo Krdžić † (11 ottobre 1905 - fine del 1915 deceduto)[39]
  - Sede vacante
- Barnaba Rosić † (17 novembre 1920 - 12 aprile 1930 eletto patriarca di Serbia)[40]
- Giuseppe Tsviiovich † (1º gennaio 1932 - 3 luglio 1957 deceduto)
- Dositeo (Dimitar Stojkovski) † (4 ottobre 1958 - 20 maggio 1981 deceduto)
- Angelario (Cvetko Krsteski) † (18 agosto 1981 - 15 giugno 1986 deceduto)
- Gabriele (Ǵorǵi Milošev) † (4 ottobre 1986 - 9 giugno 1993 dimesso)
- Michele (Metodi Gogov) † (21 dicembre 1993 - 6 luglio 1999 deceduto)
  - Jovan Vraniškovski (24 maggio 2005 - 21 giugno 2023 eletto metropolita di Kruševo-Demir Hisar)[41]
- Stefano (Stojan Veljanovski), dal 10 ottobre 1999